# Limön
Limön este o arie protejată (arie specială de conservare — SAC, sit de importanță comunitară — SCI, arie de protecție specială avifaunistică — SPA) din Suedia întinsă pe o suprafață de 155,7 ha, integral pe uscat.

## Localizare
Centrul sitului Limön este situat la coordonatele 60°42′55″N 17°20′42″E / 60.7154°N 17.3451°E.

## Înființare
Situl Limön a fost declarat sit de importanță comunitară în ianuarie 2002 pentru a proteja 7 specii de animale. Alte tipuri de protecție:
- arie de protecție specială avifaunistică (în ianuarie 2002)[2]
- arie specială de conservare (în martie 2011)[1][3][4]

## Biodiversitate
Situată în ecoregiunile boreală și marină baltică, aria protejată conține 8 habitate naturale: Păduri naturale în etape succesive primare ale suprafețelor emergente de coastă, Vegetație perenă pe țărmurile stâncoase, Taiga vestică, Pășuni de coastă din Baltica boreală, Golfuri mici largi și golfuri puțin adânci, Terase mlăștinoase și terase nisipoase neacoperite de apă la reflux, Mlaștini alcaline, Pajiști uscate seminaturale și facies de acoperire cu tufișuri pe substraturi calcaroase (Festuco-Brometalia) (* situri importante pentru orhidee).
La baza desemnării sitului se află mai multe specii protejate:
- păsări (6): Branta leucopsis, ciocănitoare neagră (Dryocopus martius), sfrâncioc roșiatic (Lanius collurio), corcodel-urechiat (Podiceps auritus), chiră de baltă (Sterna hirundo), Sterna paradisaea
- nevertebrate (1): Vertigo angustior